# جان گیلرمین
جان گیلرمین (انگلیسی: John Guillermin؛ زادهٔ ۱۱ نوامبر ۱۹۲۵ – درگذشته ۲۷ سپتامبر ۲۰۱۵) کارگردان و تهیه‌کننده اهل بریتانیا بود.

## زندگی‌نامه
جان گیلرمین از پدر و مادری فرانسوی در لندن به دنیا آمد و پیش از پیوستن به نیروی هوایی سلطنتی بریتانیا به دانشگاه کمبریج رفت.
وی کارگردانی را در فرانسه و با ساخت فیلم‌های مستند آغاز کرد و در سال ۱۹۵۰ برای آموختن شیوه‌های فیلمسازی به هالیوود رفت. گیلرمین آسمانخراش جهنمی را که اثری کلاسیک در سبک اکشن-درام-فاجعه محسوب می‌شود را در ۱۹۷۴ کارگردانی نمود که در آن بازیگرانی همچون پل نیومن، استیو مک‌کوئین، ویلیام هولدن و فی داناوی ایفای نقش نمودند. این فیلم برنده سه جایزه اسکار شد. گیلرمین همچنین نسخه‌ای از فیلم کینگ کونگ را در سال ۱۹۷۶ کارگردانی نمود که در آن جف بریجز و جسیکا لانگ در آن بازی کردند. جان گیلرمین در سال ۱۹۷۸ اقتباسی از رمان مرگ در نیل اثر آگاتا کریستی را کارگردانی کرد. گیلرمین در سال ۱۹۸۰ جایزه فیلم بریتانیایی ایوینینگ استاندارد را برای فیلم مرگ بر روی نیل دریافت نمود. آخرین فیلمش را در سال ۱۹۸۶ با عنوان کینگ کنگ زندگی می‌کند کارگردانی بود که دنباله فیلم کینگ کنگ می‌باشد
جان گیلرمین، روز یکشنبه ۲۷ سپتامبر ۲۰۱۵ در سن ۸۹ سالگی در خانه‌اش در لس آنجلس درگذشت.

## فیلم‌شناسی
- طوفان تندری (۱۹۵۶)
- تارزان به هند می‌رود (۱۹۶۲)
- خانه پوشالی (۱۹۶۸)
- ال کندور (۱۹۷۰)
- شفت در آفریقا (۱۹۷۳)
- آسمان‌خراش جهنمی (۱۹۷۴)
- کینگ کونگ (۱۹۷۶)
- مرگ بر روی نیل (۱۹۷۸)